# Експлуатація надр
Експлуата́ція надр (рос.эксплуатация; англ. exploitation; operation, running; нім. Ausbeutung f, Betrieb m, Nutzbarmachung f, Ausnutzung f) — в гірництві — систематичне використання людиною родовищ корисних копалин, промислового устаткування, засобів транспорту.